# Castello di Möllersdorf
Il castello di Möllersdorf (Schloss Möllersdorf in tedesco) si trova nel villaggio omonimo che appartiene al comune austriaco di Traiskirchen nel distretto di Baden, in Bassa Austria e le sue prime strutture risalgono al XVII secolo.

## Storia

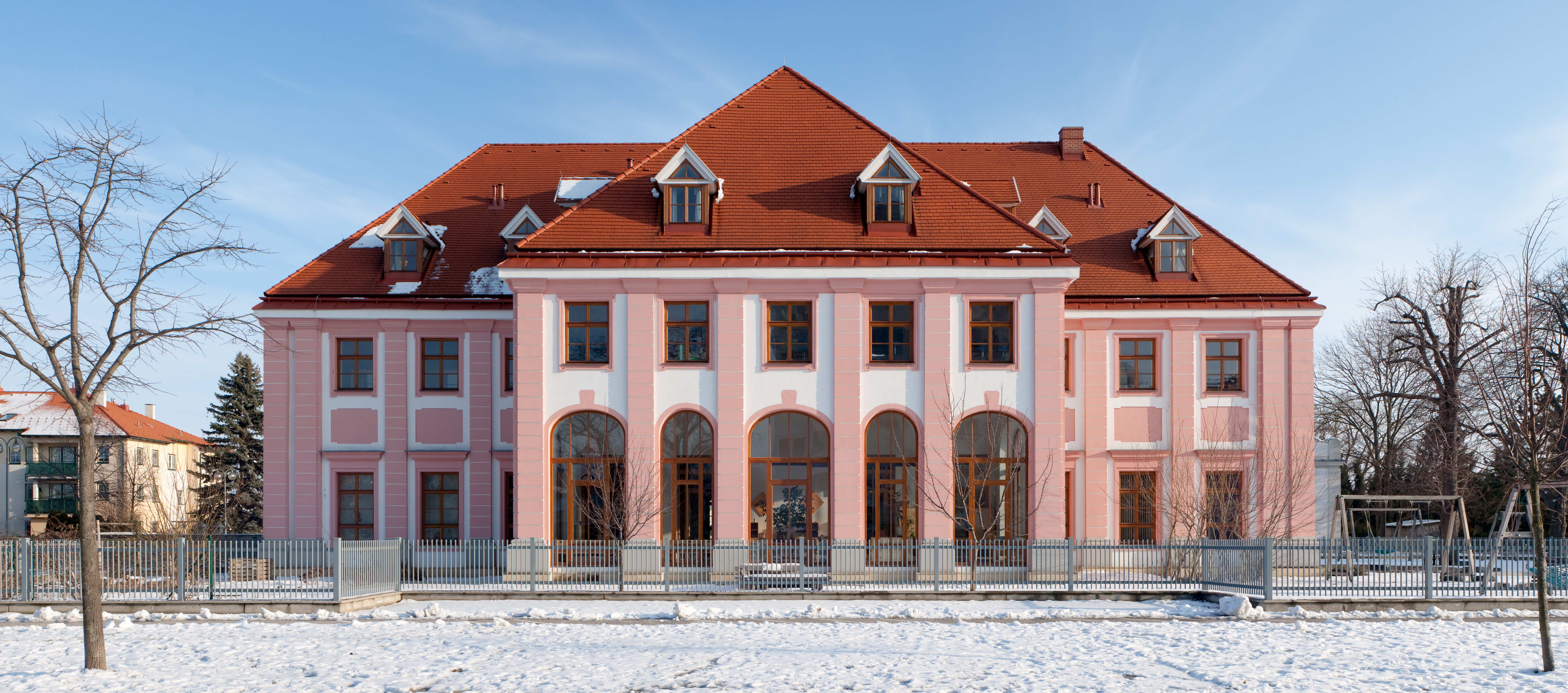
Facciata principale

Il primitivo castello venne edificato entro il XVII secolo dal boemo Thomas Zacchaeus Czernin, della nobile famiglia Czernin. Successivamente si avvicendarono vari proprietari finché nel 1740 lo acquistò il duca di Lorena Carlo Alessandro, cognato dell'imperatrice Maria Teresa d'Austria. Quando Carl Alexander morì nel 1780 tutti i suoi possedimenti andarono al nipote, l'imperatore Giuseppe II d'Asburgo-Lorena. Da quel momento venne utilizzato come caserma e subì alcune modifiche strutturali per renderlo adatto al nuovo uso. Pochi anni dopo venne trasformato in ospedale militare e tale rimase per i successivi 90 anni. Nel 1872 l'imperatore Francesco Giuseppe ne decise la trasformazione in istituto penale militare. Dopo la fine della prima guerra mondiale, nell'agosto 1918, vi risultarono reclusi 622 detenuti. Il 27 settembre 1924 il ministero della Giustizia austriaco decise la chiusura della prigione di Möllersdorf e il provvedimento venne attuato l'anno successivo.
La struttura venne ceduta al comune di Traiskirchen nel 1927 e venne utilizzata come abitazione civile. Si pensò ad un diverso utilizzo dell'edificio negli anni ottanta del XX secolo ma un incendio ne impedì la realizzazione. Alla fine del secolo il palazzo versava in pessime condizioni e a partire dal 2001 si iniziò la sua ristrutturazione per utilizzarlo come asilo, aperto ufficialmente nel 2004.

## Descrizione
Dell'antica struttura utilizzata come carcere militare durante il periodo asbugico rimangono poche tracce come il vicino cimitero dove venivano sepolti i detenuti morti in carcere, una croce che è stata spostata ed una targa commemorativa. Rimane anche la piccola cappella del carcere.
L'ex castello si trova sulla riva sinistra del fiume Mühlbach. L'edificio ha due piani e caratterizzato da facciate rosa e bianche. La facciata principale ha un avancorpo centrale e l'ingresso dell'asilo si trova posteriormente. All'interno si conserva una stanza col soffitto affrescato. Quando era adibito a penitenziario l'edificio era circondato da un muro alto cinque metri poi demolito.
Il castello di Möllersdorf in Austria è un bene sottoposto a tutela artistica col numero 78352.